# La Révolte (pièce de théâtre)
La Révolte est une pièce de théâtre en un acte écrite par Auguste de Villiers de l'Isle-Adam et créée en 1870.

## Historique
La Révolte est une pièce écrite entre les derniers mois de 1868 et l'été de 1869. Ce drame fut créé au Théâtre du Vaudeville, dirigé par Harmant, sur l'insistance d'Alexandre Dumas fils. Heurtant violemment l'idéologie de la classe dominante, l'œuvre disparut de l'affiche après cinq représentations .

## Personnages
- Élisabeth, 27 ans
- Félix, 40 ans

## Résumé
La Révolte est un drame bourgeois en un seul acte où une épouse idéaliste annonce à son mari, dont elle a fait la fortune, qu'elle le quitte, lui révélant qu'elle ne supporte plus la logique de la rentabilité et le culte de l'argent. L'action se déroule à Paris dans le salon d'un banquier, dans les temps modernes, en soirée.

## Analyse
À la suite de Morgane, drame romantique, Auguste de Villiers de l'Isle-Adam écrit une pièce qui, traitant de la vie quotidienne, pourrait se rattacher au drame bourgeois. Mais au contraire des drames de Dumas fils, de Sardou ou Augier, Villiers dénonce l'esprit bourgeois de son époque. 
Cette ironie cinglante va choquer des spectateurs dont les valeurs essentielles sont l'argent et la famille.

## Mises en scène
- 1896 -  La Révolte, représentation au Théâtre de l'Odéon, dirigée par Antoine, avec Mme Segond-Weber et F. Gémier.
- 1914 -  La Révolte, représentation à la Comédie-Française avec Mme Segond-Weber et Mayer.
- 1930, 1942, 1955 -  La Révolte, représentations à la Comédie-Française.
- 1980 - La Révolte, représentation au Petit-Odéon.
- 2015 -  La Révolte, représentation aux Bouffes du Nord ; mise en scène et réalisation de Marc Paquien, avec Anouk Grinberg dans le rôle d'Élisabeth et Hervé Briaux dans celui de Félix.
- 2018 - La Révolte, représentation au Théâtre de Poche-Montparnasse, dirigée par Charles Tordjman, avec Julie-Marie Parmentier et Olivier Cruveiller.